# Clouth Gummiwerke

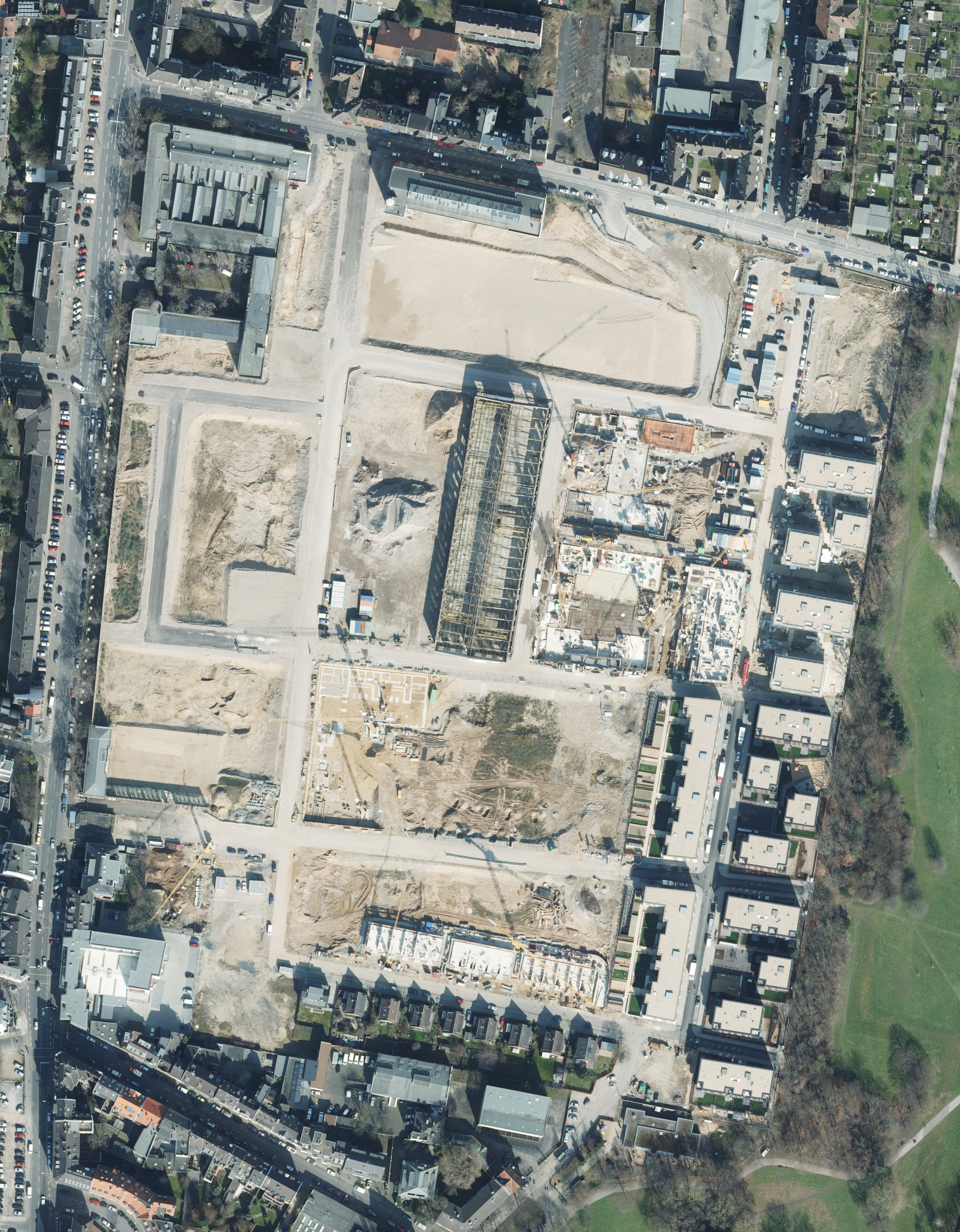
Luftbild der Wiederbebauung des ehemaligen Werksgeländes im Frühjahr 2016

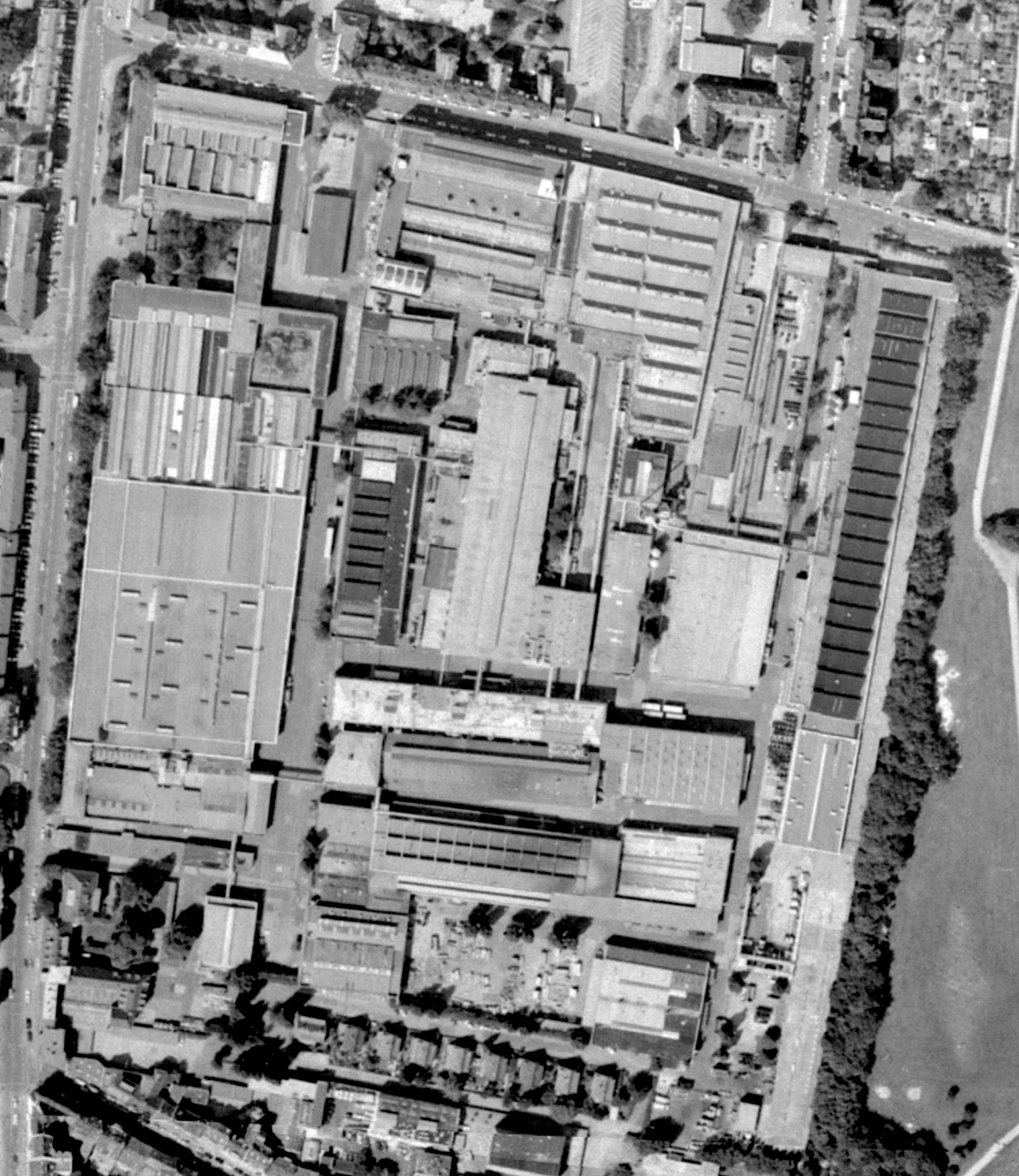
Luftbild der Clouth-Werke zwischen 1988 und 1994

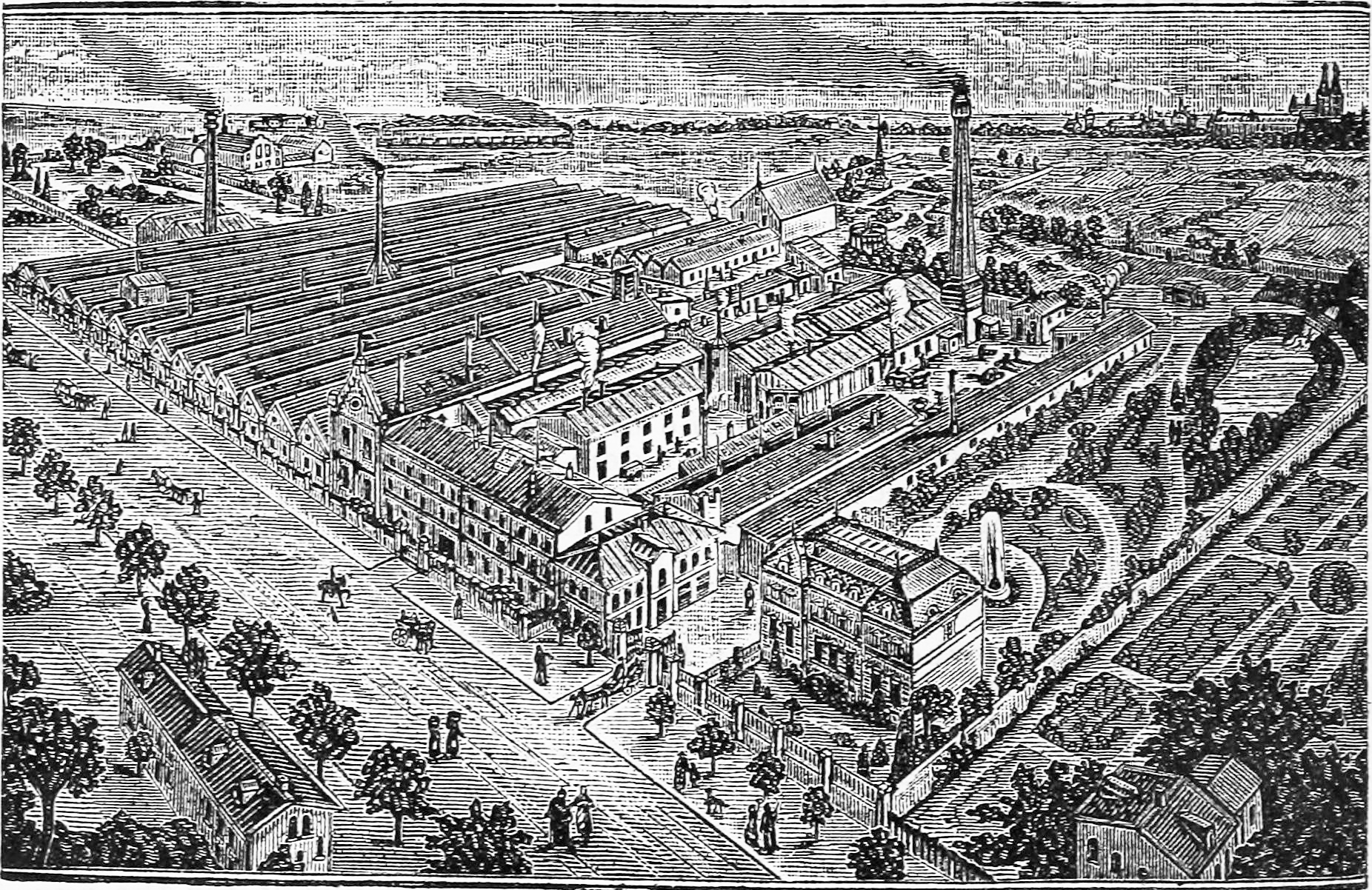
Clouth-Werke von Nord-Westen, 1896

Clouth Gummiwerke AG war ein 1868 vom Kölner Unternehmer Franz Clouth gegründetes Unternehmen der Gummiwarenindustrie, das mit seinen Produkten deutsche Industriegeschichte geschrieben hat. Teile des Unternehmens gehörten zeitweise den Firmen Felten & Guilleaume und der Continental AG. 1990 übernahm Continental nahezu alle Aktien. Später wurden einige Betriebsteile verkauft. Die in Köln verbliebene Produktion wurde im Dezember 2009 stillgelegt. Auf dem ehemaligen Werksgelände entsteht derzeit (Stand 2022) das Clouth Quartier.

## Gründungsphase
Am 10. September 1862 gründete Franz Clouth das Unternehmen mit dem Namen Rheinische Gummiwarenfabrik. Im Jahre 1864 stand der Betrieb im Kölner Adressbuch mit der Bezeichnung Franz Clouth, Commissionsgeschäft in Gummiwaren zu technischen Zwecken; der Sitz des Unternehmens befand sich weiterhin in der Kölner Sternengasse 3, wo sich gleichzeitig auch die Wohnung der Familie Clouth befand. Der Geschäftsumfang vergrößerte sich, sodass ein Umzug des Geschäfts erfolgen musste. Der fand 1868 in den Stadtteil Köln-Nippes auf ein Gelände von zunächst 10.000 Quadratmetern statt. Der zum Prokuristen ernannte Carl Vorberg stieg 1872 als Mitinhaber (bis 1899) auf, als man Franz Clouth - Rheinische Gummiwaarenfabrik oHG (sic) firmierte. Es wird berichtet, dass Clouth täglich vom Familiensitz in der Sternengasse 3 zu Pferde zum Niehler Weg (heute Niehler Straße 102) ritt. Erste Gummiprodukte waren Haushaltsgegenstände wie Milchflaschensauger und Hosenträger, es folgte Industriebedarf wie Walzenbezüge, Förderbänder oder Treibriemen. 1870 gab es bereits 70 Beschäftigte; ein 50 m hoher Schornstein (1872) und eine Dampfmaschine (1892) kündigten den Beginn der industriellen Produktion an. Am 14. September 1891 wurde die Firmenleitung dem Elektroingenieur Georg Zapf übertragen. In dieser Phase diversifizierte das Unternehmen stark, es wurden Tauchapparate (1882) hergestellt, welche die Firma 1887 zum Alleinlieferanten der Kaiserlichen Marine aufsteigen ließen. 1890 wurde die Abteilung Kabelwerke gegründet, hier entstanden Guttapercha- und Faserstoff-Telegrafenkabel sowie Fernsprechkabel für die Reichstelegraphenverwaltung (1893), die ersten Knotengeflechtkabel wurden als Stadtkabel in Köln verwendet (1895).
Nach dem Tode von Franz Clouth übernahm im September 1910 sein Sohn Max die Geschäftsführung der GmbH, die weiterhin der Witwe und den Kindern des Verstorbenen gehörte.

## Land- und Seekabelwerke
Die Kabelabteilung vergrößerte sich auf eine Fläche von 20.000 Quadratmetern mit 600 Arbeitnehmern und wurde am 11. Mai 1898 in die eigens hierfür gegründete Land- und Seekabelwerke AG ausgegliedert. Diese konnte mit der Verlegung des ersten Seekabels von Emden nach New York einen spektakulären Auftrag hereinholen. Dieses im Rahmen der Deutsch-Atlantischen Telegraphengesellschaft durchgeführte Projekt wurde am 1. September 1900 in Betrieb genommen. Ein weiterer Auftrag brachte die Verlegung von Kabeln 1898 in St. Petersburg, die erst 2001 ersetzt wurden. Aufsehen erregten auch die Verlegungen eines Unterwasserkabels zwischen Wangerooge und dem Leuchtturm Roter Sand und die Verkabelung des Nord-Ostsee-Kanals. Der Kapitalbedarf der Seekabelwerke war so groß, dass führende Kölner und Berliner Banken (Bankhaus A. Levy & Co., Köln; Dresdner Bank AG, Disconto-Gesellschaft, Privatbanken Bankhaus S. Bleichröder sowie Born & Busse) als Bankkonsortium eine Beteiligung von 50 Prozent übernahmen, die sie 1901 an den Kölner Kabelhersteller Felten & Guilleaume übertrugen. F&G übernahm von der Familie Clouth die restlichen 50 Prozent im Jahr 1904, sodass die Land- und Seekabelwerke nicht mehr zur Familie Clouth gehörten.

## Breite Produktpalette
Im Jahre 1901 wurde das Restunternehmen in eine GmbH umgewandelt (Rheinische Gummiwarenfabrik Franz Clouth GmbH), die nunmehr Franz und dessen Sohn Max Clouth gehörte. Graf Ferdinand von Zeppelin besuchte die Firma im Jahre 1898 und brachte einen Auftrag für 18 große trommelförmige Ballons mit, die in das Gerippe des ersten Zeppelin LZ1 eingehängt werden sollten. Clouth entwickelte und produzierte auch gummierte Ballonseide für die Außenhülle und lieferte im Juli 1900 die Stoffhülle für den LZ1. 
Schließlich stellten die Clouth-Werke eigene Freiballons her: „Clouth I“ bis „Clouth V“. Am 14. Juli 1907 wurde auf dem Firmengelände mit dem Bau einer Luftschiffhalle begonnen, die 45 Meter lang, 29 Meter breit und 17 Meter hoch war. Hier entstand das erste firmeneigene Luftschiff „Clouth I“, das am 1. Mai 1908 in Betrieb genommen wurde. Das Luftschiff war 42 m lang, hatte einen Durchmesser von 8,25 Metern und ein Gasvolumen von 1700 Kubikmetern, war also relativ klein. Maßgeblich an seiner Entwicklung beteiligt war Franz Clouths Sohn Richard. Am 3. Juni 1910 landete die „Clouth“ auf dem Platz vor der „Militärluftschiffhalle Bickendorf“.
Clouth stellte auch Reifen her, zunächst für Fahrräder, später auch für Automobile. Als Hersteller von Fahrradreifen initiierte die Firma die Gründung des Cölner Bicycle Clubs, der 1889 die Riehler Radrennbahn bauen ließ, wodurch der Fahrrad-Boom auch in Köln beflügelt wurde.
Das Werk entwickelte sich zum Spezialisten für Gummi-Mehrstoffe (Verbundstoffe), einer Kombination aus Gummi und anderen Materialien. Neben Taucheranzügen entstanden hier gummierte Gewebe für Wagen- und Pferdedecken, Kinderspielzeug, Anzüge für Bergleute und Matrosen, Schürzen und Gummihandschuhe, Zelte, Schlauchboote, medizinische Gummiartikel sowie Spezialprodukte für die Wehrtechnik. Die breite Produktpalette machte das Unternehmen mit 680 Beschäftigten 1910 zum größten Arbeitgeber des Stadtteils. 
Kernbereiche wurden zunehmend industrielle Formartikel (etwa für die Kfz-Branche) und Fördertechnik. Am 22. April 1920 erfolgte die Umwandlung in eine AG (Rheinische Gummiwarenfabrik AG Franz Clouth) mit einem Grundkapital von 6,5 Millionen Mark. Die AG wurde 1925 vollständig vom Konkurrenten F&G Carlswerk AG übernommen. In jenem Jahr erfolgte eine umfangreiche bauliche Erweiterung der Fabrik (Hallen 17, 18b) mit dem Pavillon (Tor 2). Ab 1939 war das Werk fast ausschließlich mit Kriegsproduktion ausgelastet. Am 13./14. März 1942 wurden gezielte Luftangriffe gegen Clouth ausgeführt, die etwa 70 Prozent des Werksgeländes zerstörten. Am 15. Oktober 1944 wurde das Werksgelände bei erneuten Luftangriffen zu 90 Prozent zerstört, am 6. März 1945 erfolgte die Werksbesetzung durch US-Soldaten. Bereits im Oktober 1945 lief die Produktion wieder an. Im Aachener Revier und im Rheinischen Braunkohlenbergbau wurden dringend Förderbänder benötigt.

## Nachkriegszeit
Als Max Clouth im September 1951 starb, endete das Interesse der Familie Clouth am Unternehmen. Der Gummiballon Clouth VIII startete im Dezember 1952 vom Bonner Verteilerkreis aus. Ab 1955 wurden Stahlseilgurte produziert, die Großproduktion begann 1957. Nun gab es eine rasante wirtschaftliche Entwicklung, die sich auch im Wachstum der Mitarbeiterzahlen niederschlug. Waren 1951 lediglich 700 Arbeiter beschäftigt, so stieg ihre Zahl 1961 auf 2.100, um 1962 den Höchststand von 2.241 Beschäftigten zu erreichen. Im Jahre 1966 übernahm der Reifenhersteller Continental AG 50 Prozent des Aktienkapitals von F&G. 
In der Firmengeschichte wurden mehrere hundert Patente angemeldet. Ein Schwingungstilger zur Körperschallreduzierung ist das als „Kölner Ei“ bekanntgewordene elastische Schienenlager, das von den Mitarbeitern Hans Braitsch und Hermann Ortwein entwickelt und im Jahre 1978 zum Patent angemeldet wurde. Das "Kölner Ei" wurde erstmals 1978 auf der Strecke Ebertplatz - Lohsestraße der KVB (Kölner Verkehrsbetriebe) eingebaut. Viele weitere Streckenabschnitte folgten. In Köln wurden inzwischen 30.000 Elemente installiert. Sie sind weltweit im Einsatz. 
Ab 1982 wurde als Clouth Gummiwerke AG firmiert. Gesellschafter waren zu gleichen Teilen die Philips Kommunikations Industrie PKI, die 1979 Felten & Guilleaume erworben hatte, und Continental AG. 1982 war die Werksfläche auf 146.000 Quadratmeter angewachsen. 1988 entstand eine Hochleistungsfertigungsstraße für Stahlseilgurte, deren 90 m lange Anlage Stahlseilgurte mit einer Jahreskapazität bis zu 80.000 Metern produzieren konnte. Ab 1987 geriet die Clouth AG in eine Unternehmenskrise, ausgelöst durch Produkthaftungen für fehlerhafte Produkte. Dies führte bis 1989 zu erheblichen Verlusten. Continental erhöhte 1990 seine Beteiligung auf 98,29 Prozent am Aktienkapital. Nach Ablehnungen 1978 und 1981 hatte das Bundeskartellamt dem im März 1990 zugestimmt.

## Ende des Unternehmens
Einer der Hauptproduktionszweige, das gummierte Gewebe, wurde am 31. März 1992 eingestellt. In jenem Jahr war die Krise überwunden. Schließlich wurde zur weiteren Sanierung die Verschmelzung der Clouth Gummiwerke AG mit der Continental AG rückwirkend zum 1. Januar 1997 beschlossen, wo die mit erheblichen Verlustvorträgen belastete Clouth AG zum Bereich der ContiTech gehörte. Dabei wurden die Transportbandsysteme in die Transportbandsysteme GmbH (Werk Clouth) eingebracht. Ein Bereich wurde nicht mit verschmolzen, sondern kam über die Clouth Gummiwalzen GmbH & Co. KG (Bergheim) zum Konzern der C. Hilzinger-Thum Gruppe (Tuttlingen). Ein Großteil der Clouth-Produkte ist weiterhin bei ContiTech angesiedelt. Noch heute produziert die Norbert Ackmann GmbH (Hessisch Oldendorf) die Clouth-Gummirollfeder und auch andere Industrieteile für den Maschinenbau. ContiTech hat mit elastoBAY e.K. einen ehemaligen Clouth-Mitarbeiter mit der Marktbetreuung beauftragt. 
Am 17. Juni 2003 wurde von der Stadt Köln beschlossen, das inzwischen 160.000 Quadratmeter große Firmengelände zu erwerben, um es für Wohnungsbau und „nicht störendes Gewerbe“ zu nutzen. Die Bebauung der Niehler Straße stand bereits unter Denkmalschutz. Förderbänder wurden noch bis 16. Dezember 2005 hier hergestellt.

Abrissarbeiten Anfang 2012 und beginnender Neubau Mitte 2013 von Tor 4 gesehen
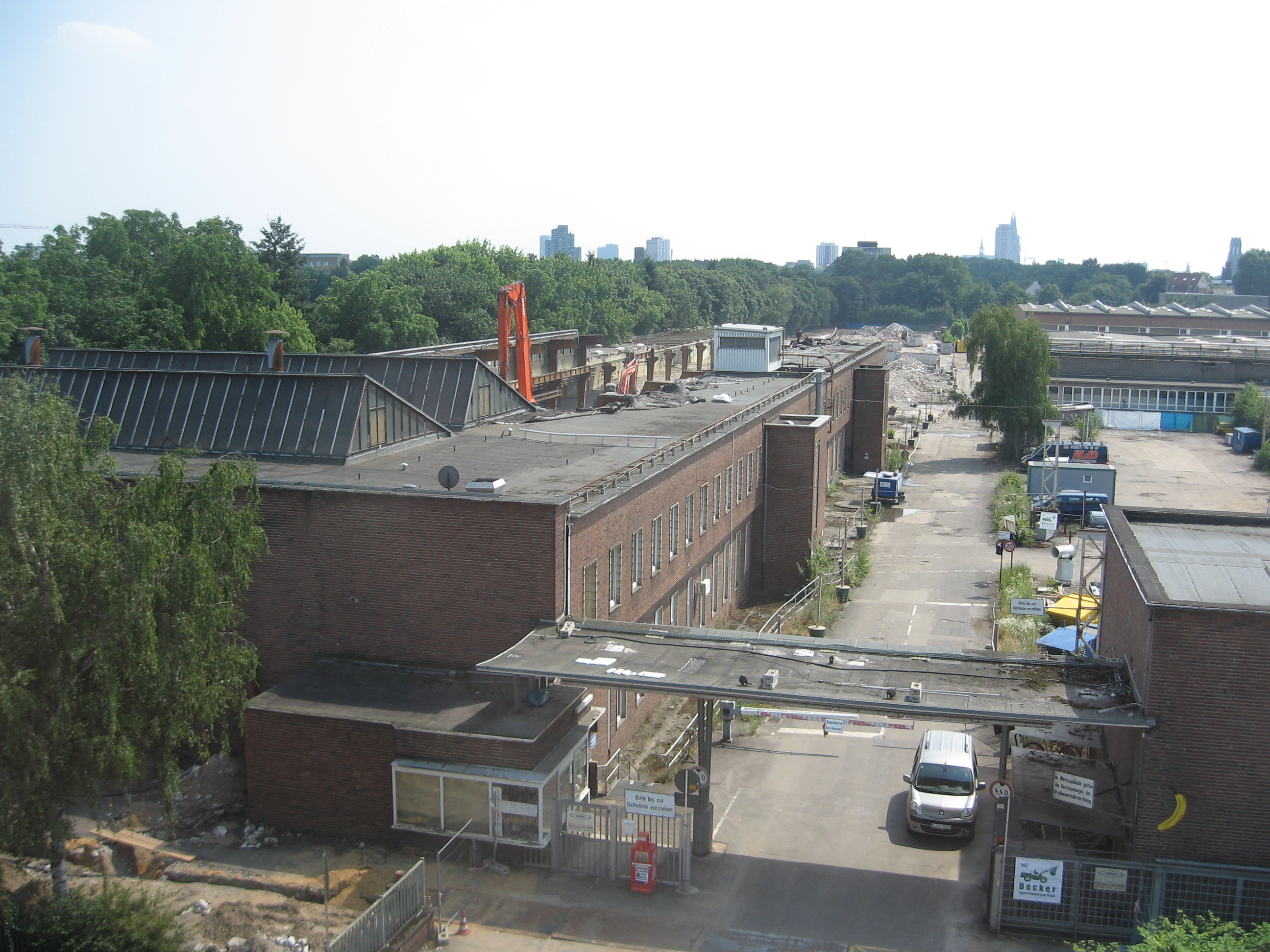
Frühjahr 2012 nach Beginn der Abrissarbeiten
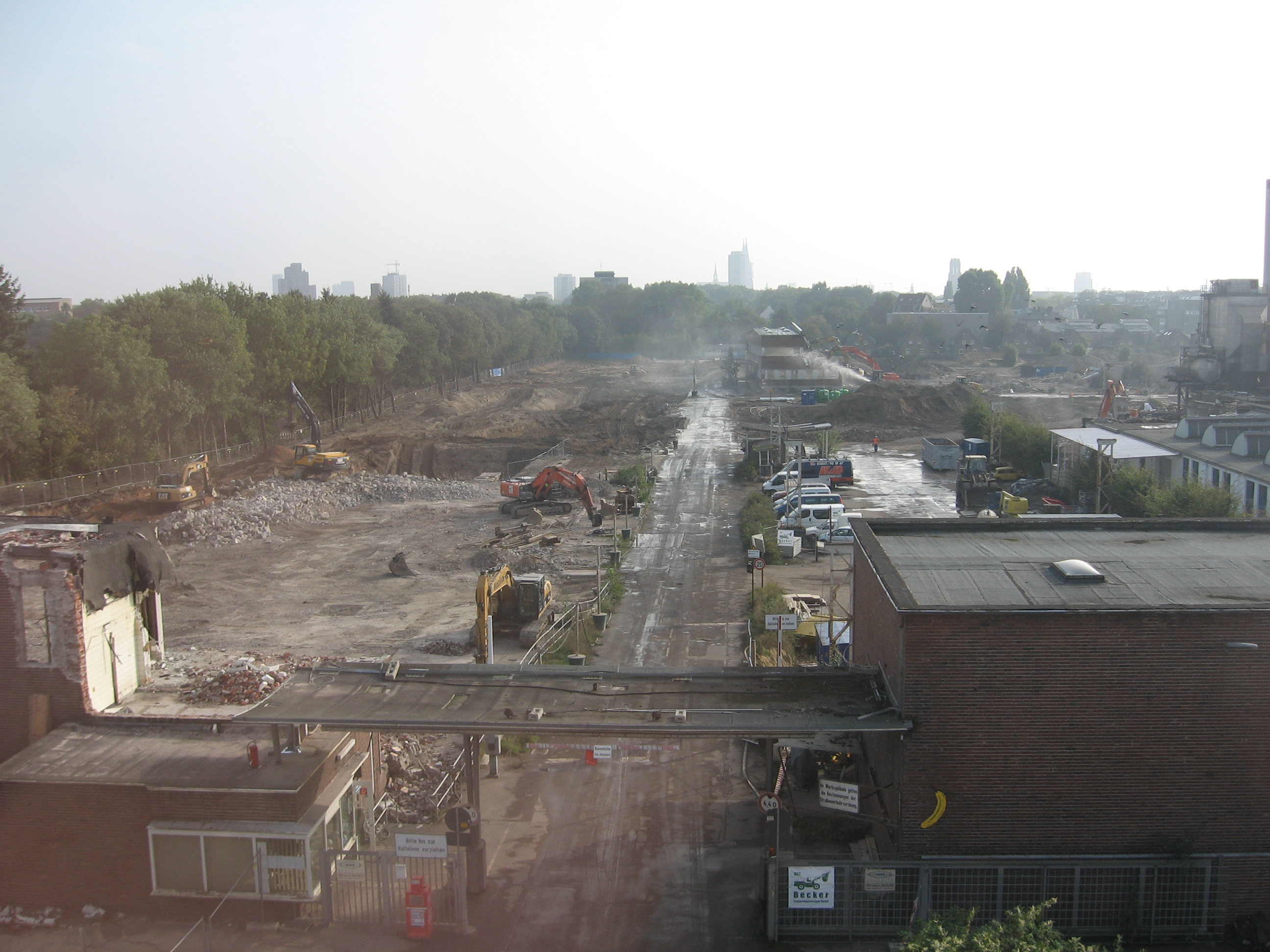
Sommer 2012
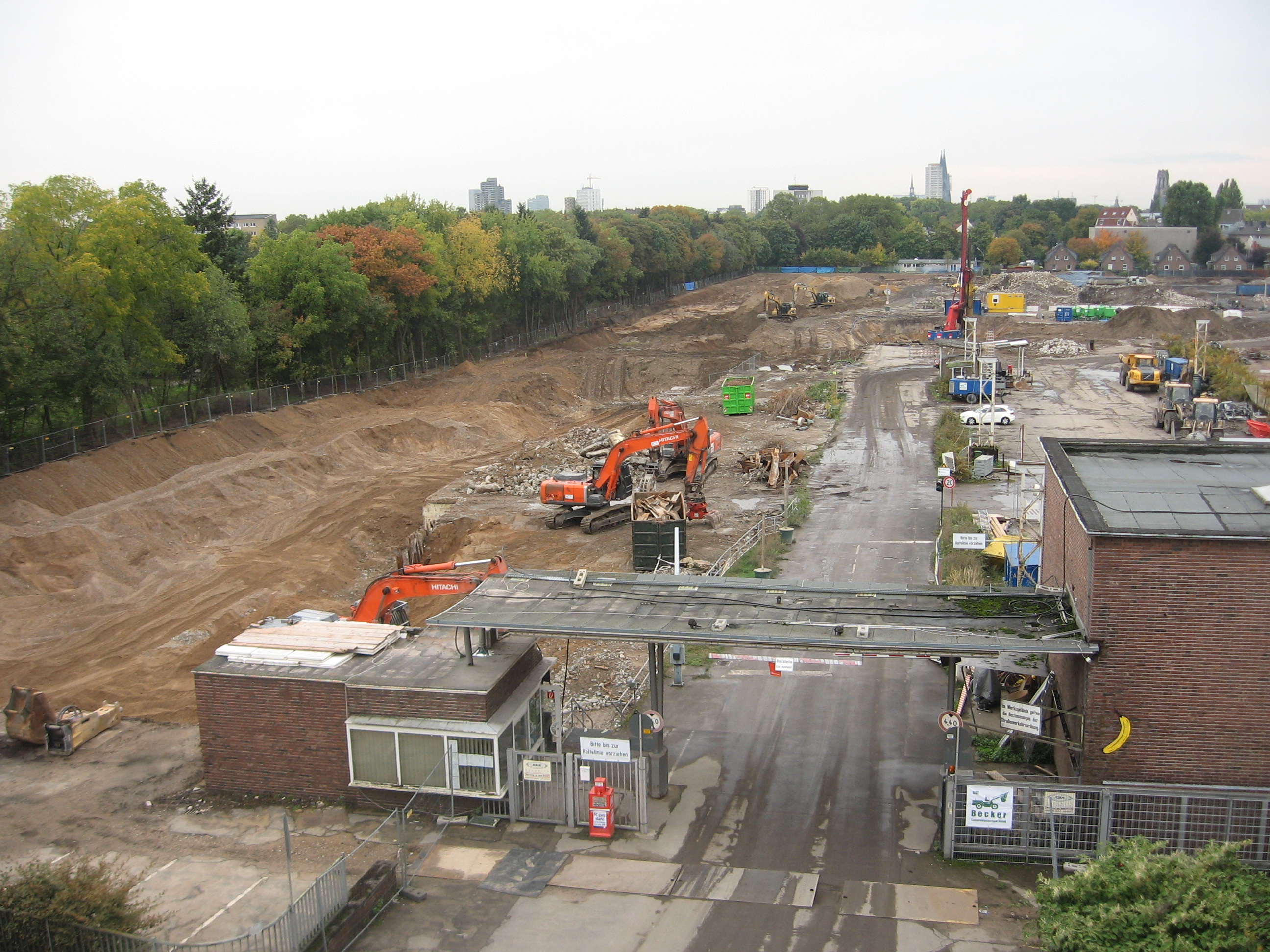
September 2012
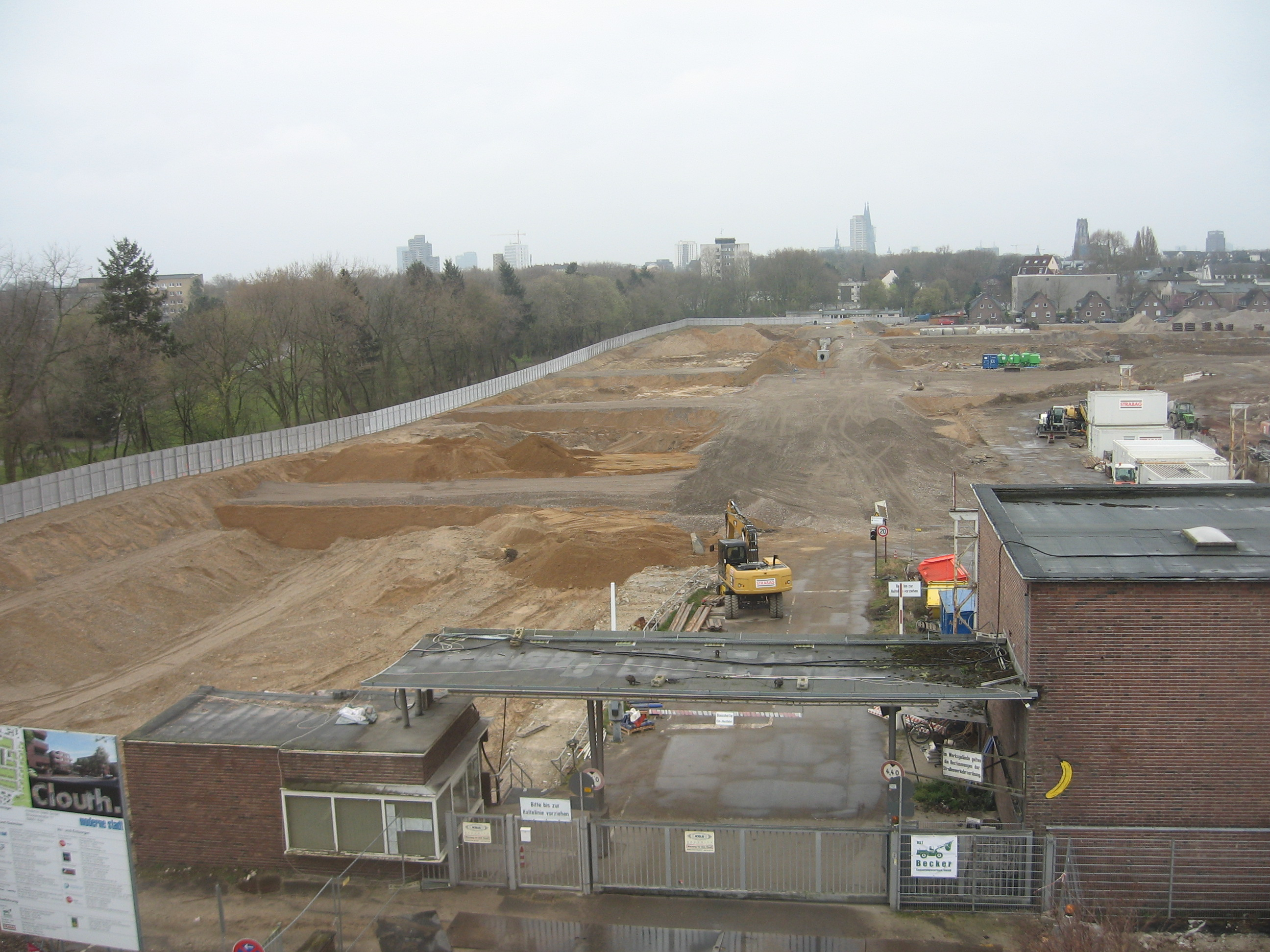
Dezember 2012
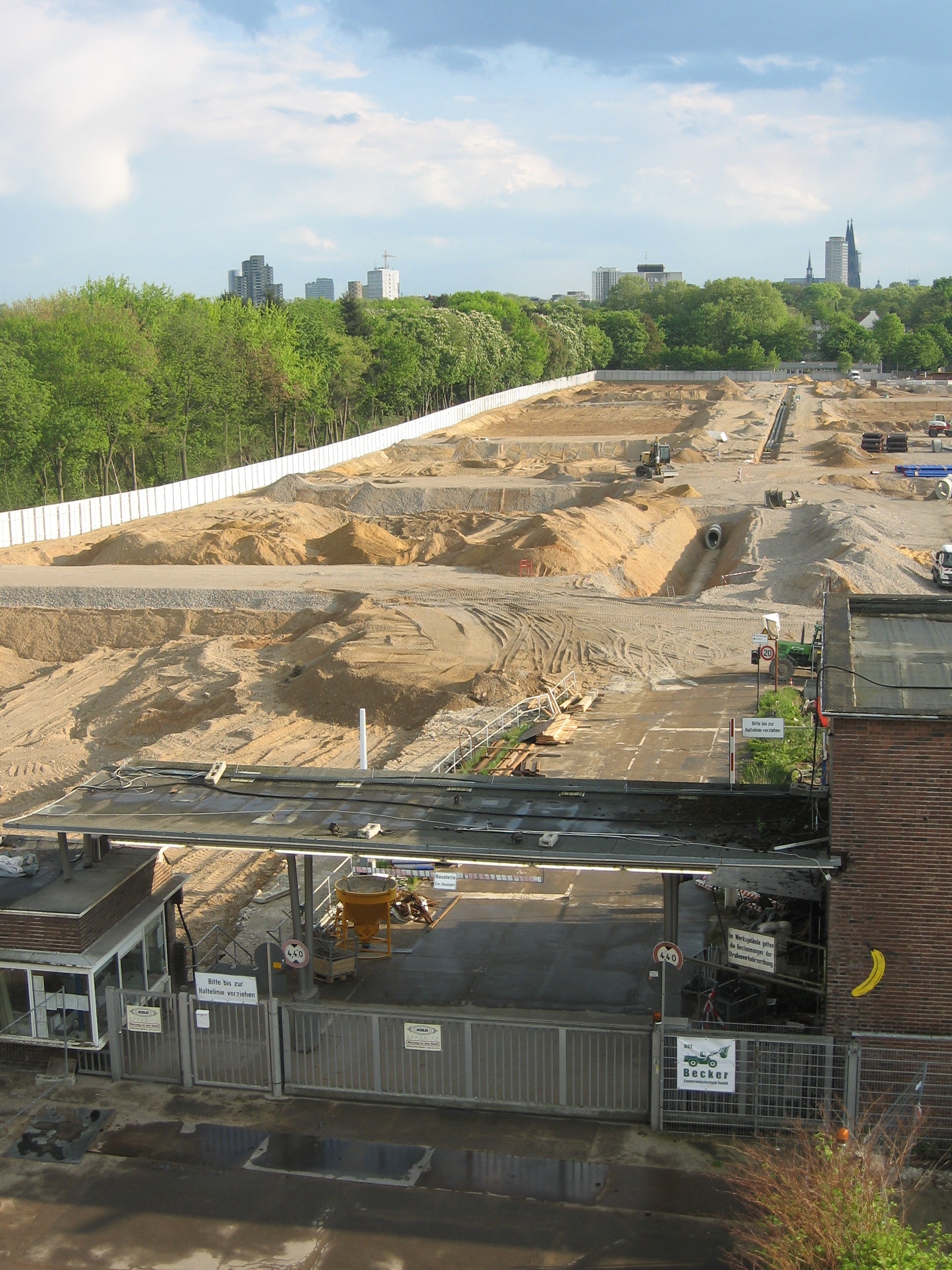
Februar 2013
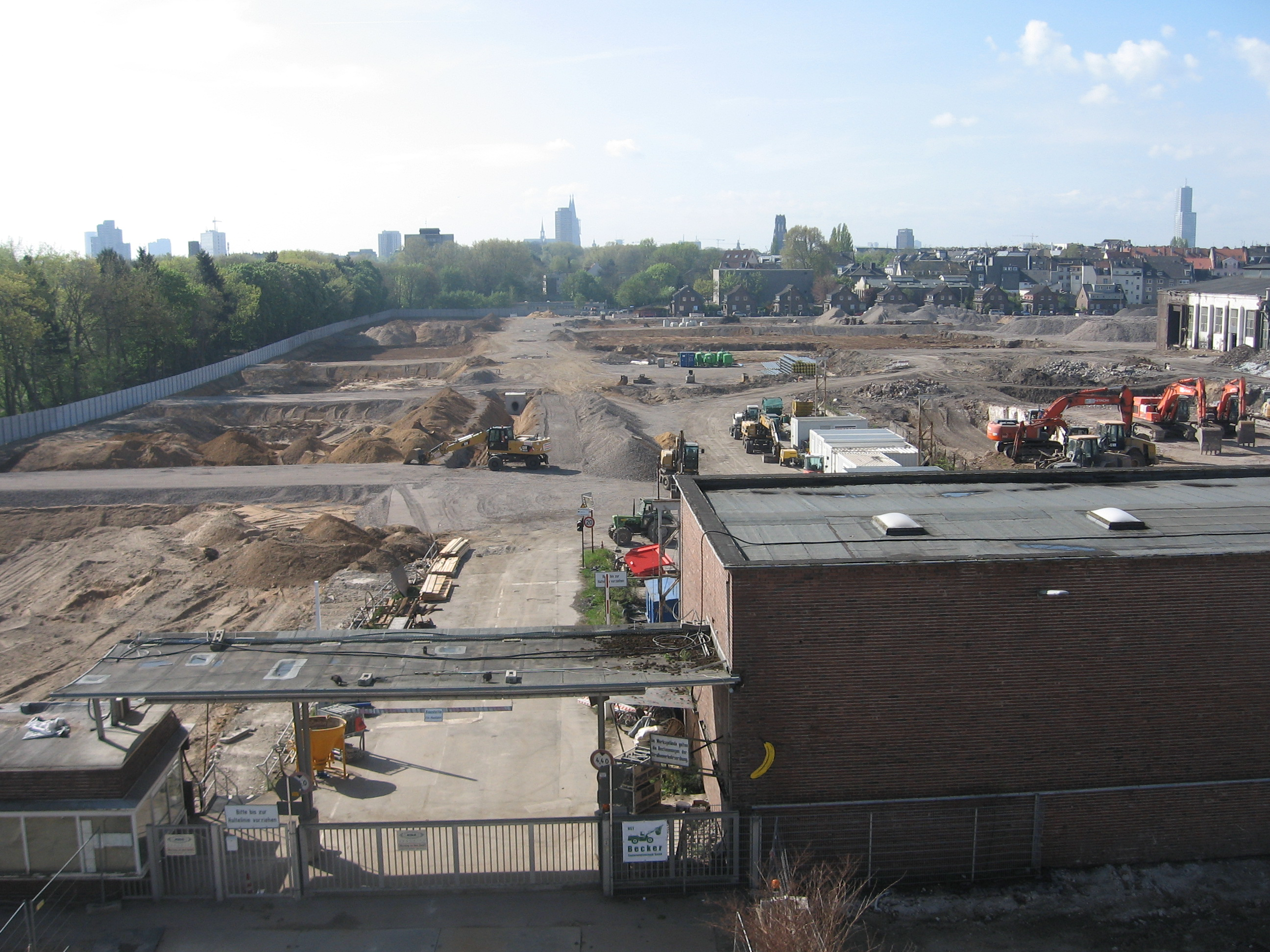
Bodensanierung Januar 2013
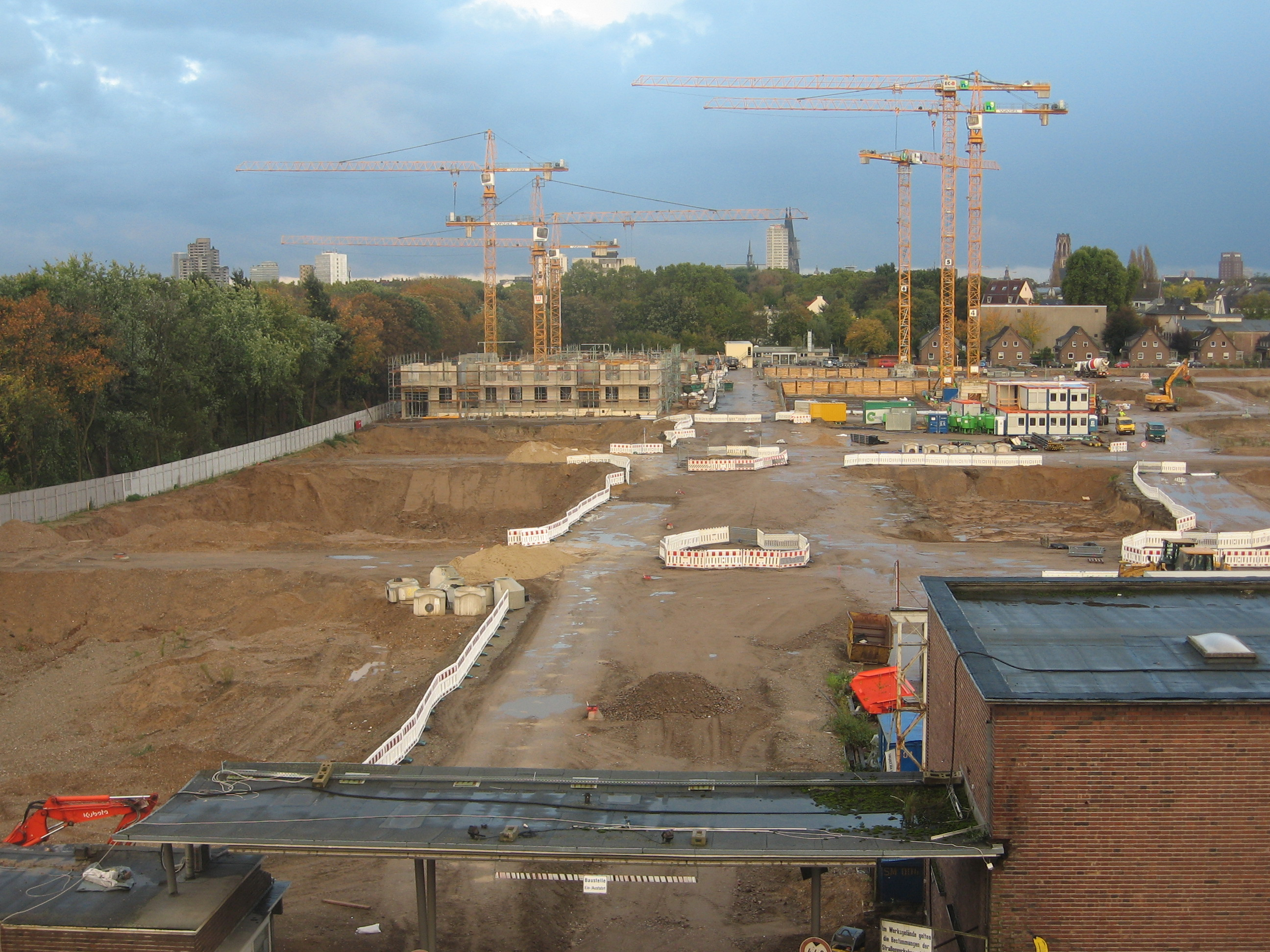
August 2013

Der Abriss der Werkhallen geschah bis 2013. Auf dem ca. 14,5 Hektar großen Gelände entsteht bis 2021 mit dem Clouth Quartier eine der größten Neubausiedlungen Kölns. Es werden ca. 1100 Wohnungen errichtet. Daneben entstehen Gewerberäume mit einer Gesamtfläche von rund 25000 Quadratmetern sowie Flächen für Kreativberufe.